# Свети Никола (град)
Вижте пояснителната страница за други значения на Свети Никола.
Свети Никола (на македонска литературна норма: Свети Николе) e град в централната част на Северна Македония, в Овчеполската котловина. Според преброяването на населението през 2002 година градът има 13 280 жители. Свети Никола е център на едноименната община Свети Никола.

## История

### В Османската империя
В XIX век Свети Никола е голямо смесено българо-турско село. Турското име на селото е Клисели. Църквата „Свети Никола“ е от 1847 година. През 1900 година според статистиката на Васил Кънчов („Македония. Етнография и статистика“) село Свети Николе (Клисели) брои 1100 българи християни и 800 турци.
Всички християнски жители на градчето са под върховенството на Българската екзархия. Според статистиката на секретаря на Българската екзархия Димитър Мишев („La Macédoine et sa Population Chrétienne“) в 1905 година християнското население на Свети Николе се състои от 1440 българи екзархисти и в града има 1 основно и 1 средно българско училище.
В 1910 година е изградена гробищната църква „Свети Стефан“.
В 1910 година селото пострадва при обезоръжителната акция. Българският първенец Коле П. Пандов е пребит, жена му – мушкана с щикове, а дъщеря му рязана по ръцете. Жестоко е пребит и първенецът Наце и зет му.

### В Сърбия и Югославия
След Междусъюзническата война в 1913 година селото попада в Сърбия.
Според Димитър Гаджанов в 1916 година в Свети Никола живеят 641 турци и 1200 българи.
На етническата си карта от 1927 година Леонард Шулце Йена показва Клисели (Kliseli) като смесено българо-турско селище.
По време на българското управление във Вардарска Македония в годините на Втората световна война, Никола Петров Кюркчиев от Велес е български кмет на Свети Никола от 9 август 1941 година до 22 юли 1943 година. След това кмет е Димитър Ефтимов Парталев от Кюстендил (8 ноември 1943 - 9 септември 1944).
От 1983 до 1990 година е изградена новата голяма църква „Свети Никола“, надградена над старата.
В 1994 година градът има 13 292, а в 2002 година – 13 746 жители.

## Личности
От Свети Никола са българските революционери Наце Гичев, Страхил Попсандев (1901 – 1923) и Панзо Зафиров (1896 – 1924), както и генерал-майор Христофор Серафимов (1893 – 1951). Виден жител на града е Лазар Колишевски (1914 – 2002), югославски комунист, политик, секретар на Македонската комунистическа партия. От Свети Никола са и лекарят Георги Гаврилски (1911 – 1987) и художникът Свето Манев (р. 1945).